# Ctenicera pyrrhos
Ctenicera pyrrhos là một loài bọ cánh cứng trong họ Elateridae. Loài này được Herbst miêu tả khoa học năm 1806.